# Division 1 (Bélgica) 1989-90
La Primera División de Bélgica 1989/90 fue la 87.ª temporada de la máxima competición futbolística en Bélgica.

## Tabla de posiciones
| Pos | Equipo                 | PJ | PG | PE | PP | GF | GC | Pts | DG  | Notas                                                |
| --- | ---------------------- | -- | -- | -- | -- | -- | -- | --- | --- | ---------------------------------------------------- |
| 1   | Club Brugge K.V.       | 34 | 25 | 7  | 2  | 76 | 19 | 57  | +57 | Clasificado a la Copa de Campeones de Europa 1990-91 |
| 2   | R.S.C. Anderlecht      | 34 | 24 | 5  | 5  | 76 | 21 | 53  | +55 | Clasificado a la Copa de la UEFA 1990-91             |
| 3   | KV Mechelen            | 34 | 19 | 12 | 3  | 65 | 14 | 50  | +51 | Clasificado a la Copa de la UEFA 1990-91             |
| 4   | Royal Antwerp FC       | 34 | 15 | 13 | 6  | 63 | 32 | 43  | +31 | Clasificado a la Copa de la UEFA 1990-91             |
| 5   | Standard Liège         | 34 | 16 | 10 | 8  | 54 | 33 | 42  | +21 |                                                      |
| 6   | K.A.A. Gent            | 34 | 12 | 12 | 10 | 46 | 38 | 36  | +8  |                                                      |
| 7   | K.V. Kortrijk          | 34 | 13 | 7  | 14 | 39 | 46 | 33  | -7  |                                                      |
| 8   | K Beerschot VAV        | 34 | 11 | 10 | 13 | 34 | 47 | 32  | -13 |                                                      |
| 9   | Cercle Brugge K.S.V.   | 34 | 12 | 7  | 15 | 46 | 47 | 31  | -1  |                                                      |
| 10  | Lierse S.K.            | 34 | 11 | 6  | 17 | 42 | 66 | 28  | -24 |                                                      |
| 11  | K.S.C. Lokeren         | 34 | 9  | 10 | 15 | 34 | 66 | 28  | -32 |                                                      |
| 12  | R.F.C. de Liège        | 34 | 8  | 12 | 14 | 35 | 45 | 28  | -10 | Clasificado a la Recopa de Europa 1990-91            |
| 13  | Germinal Ekeren        | 34 | 10 | 7  | 17 | 38 | 52 | 27  | -14 |                                                      |
| 14  | R. Charleroi S.C.      | 34 | 9  | 9  | 16 | 41 | 56 | 27  | -15 |                                                      |
| 15  | K. Sint-Truidense V.V. | 34 | 8  | 11 | 15 | 25 | 45 | 27  | -20 |                                                      |
| 16  | K.S.V. Waregem         | 34 | 8  | 9  | 17 | 35 | 64 | 25  | -29 |                                                      |
| 17  | K.S.K. Beveren         | 34 | 8  | 8  | 18 | 31 | 57 | 24  | -26 | Descenso a la Segunda División                       |
| 18  | K.R.C. Mechelen        | 34 | 5  | 11 | 18 | 29 | 61 | 21  | -32 | Descenso a la Segunda División                       |

PJ = Partidos jugados; PG = Partidos ganados; PE = Partidos empatados; PP = Partidos perdidos; GF = Goles a favor; GC = Goles en contra; Pts = Puntos; DG = Diferencia de goles